# Éco-mobilier
Ecomaison (anciennement Éco-mobilier) est un éco-organisme, à but non lucratif, créé en décembre 2011 pour la collecte et le recyclage du mobilier usagé. Cette filière est financée par la mise en place de l'éco-participation à l’achat des meubles neufs depuis le 1er mai 2013.

## Présentation
Ecomaison a été fondé en décembre 2011 par 24 fabricants et distributeurs de meubles[réf. nécessaire]. Il organise la filière de collecte du mobilier usagé par la réutilisation, le recyclage ou encore la valorisation énergétique. Le 26 décembre 2012, il a reçu l’agrément du ministère de l’Écologie, du Développement durable et de l’Énergie, jusqu’au 31 décembre 2017. Il a ensuite été réagréé par les pouvoirs publics, pour une durée de 6 ans, de 2018 à 2023, afin de prendre en charge la collecte, le tri, le recyclage et la valorisation du mobilier et de la literie usagés. Dans le cadre de ce nouvel agrément le périmètre d’intervention d’Ecomaison s’est élargi à la collecte, au tri, au recyclage et à la valorisation des produits rembourrés d’assises et de couchages usagés. Ce périmètre comprend ainsi :
- Les couettes, oreillers, traversins…
- Les coussins d’assise, de literie, de     décoration…
- Les sacs de couchage.

L’ensemble des catégories de produits sont définies à l’article R543-240 du Code de l’Environnement.
En adhérant à Ecomaison et en reversant l’éco-participation perçue sur chaque meuble vendu, les metteurs en marché s’acquittent de leurs obligations légales. En effet, la loi « Engagement national pour l’environnement de 2010 » (dite loi Grenelle 2) stipule que « toute personne physique ou morale qui fabrique, importe ou introduit sur le marché des éléments d'ameublement assure la prise en charge de la collecte et du traitement des déchets issus desdits produits en fin de vie ».
La loi « Grenelle II » institue l’application de la notion de « Responsabilité Élargie des Producteurs » (REP) aux éléments d’ameublement. Le principe découle de celui du « pollueur-payeur » : les fabricants, les importateurs et les distributeurs des produits de leurs propres marques doivent prendre en charge la collecte sélective puis le recyclage ou le traitement des déchets issus de ces produits. Ils peuvent assumer leur responsabilité, de manière individuelle ou collective dans le cadre d’un éco-organisme.